# Симоново (Западнодвинский район)
Симоново — деревня в Западнодвинском муниципальном округе Тверской области России. До 2020 года входила в состав ныне упразднённого Ильинского сельского поселения.

## География
Деревня находится в юго-западной части Тверской области, в зоне хвойно-широколиственных лесов, к западу от озера Путного, на расстоянии примерно 32 километров (по прямой) к юго-западу от города Западная Двина, административного центра округа.

### Климат
Климат характеризуется как умеренно континентальный. Среднегодовая температура воздуха — 4,1 °C. Средняя температура воздуха самого холодного месяца (января) — −8,8 °C (абсолютный минимум — −43 °C), средняя температура самого тёплого (июля) — 17,2 °С (абсолютный максимум — 38 °С). Продолжительность периода активной вегетации растений (со среднесуточной температурой воздуха выше 10 °C) составляет 130 дней. Годовое количество атмосферных осадков составляет 695 мм, из которых большая часть выпадает в тёплый период. Снежный покров устанавливается в среднем в третьей декаде ноября и держится около 5 месяцев. В течение года преобладают ветры юго-западного, северо-западного и юго-восточного направлений.

### Часовой пояс
Деревня Симоново, как и вся Тверская область, находится в часовой зоне МСК (московское время). Смещение применяемого времени относительно UTC составляет +3:00.

## Население
| 2010 |
| ---- |
| 1    |

### Национальный состав
Согласно результатам переписи 2002 года, в национальной структуре населения русские составляли 100 % из 3 чел.